# Énergie au Botswana
Le secteur économique de l'énergie au Botswana occupe une place prédominante dans l'économie du Botswana. En 2021 le mix énergétique est dominé par le charbon : 37,5 %, le pétrole : 40,9 % et les renouvelables 0,1 %.

## Contexte
La quasi-totalité de l'électricité du Botswana est produite à partir du charbon. Aucune réserve pétrolière n'a été identifiée et tous les produits pétroliers sont importés raffinés, principalement d'Afrique du Sud. Il existe une biomasse ligneuse importante de 3 à 10 T/hectare.
Le pays s'est intéressé aux sources d'énergie renouvelable et a mis en place une stratégie afin d'attirer les investisseurs dans les secteurs des énergies éolienne, solaire et biomasse. Les centrales électriques du Botswana comprennent les centrales électriques de Morupule (en) B (600 MW) et A (132 MW), la centrale électrique d'Orapa (en) (90 MW) et la centrale électrique de Phakalane (en) (1,3 MW).
En 2021, l'Agence internationale pour les énergies renouvelables (IRENA) a entrepris une évaluation du secteur énergétique national constatant que le Botswana pourrait répondre à 15 % de ses besoins énergétiques en 2030 à partir de ses ressources solaires, éoliennes et bioénergétiques, .
En 2021 le mix énergétique est le suivant : charbon : 37,5 % ; pétrole : 40,9 % ; biocarburants et déchets : 21,7 % ; éolien, solaire, etc. : 0,1 %.

## Énergie renouvelable
Le Botswana dispose d'un potentiel solaire conséquent, avec plus de 3 200 heures d'ensoleillement par an et une insolation moyenne de 21 MJ/m, l'une des plus élevées au monde. Les régions ayant le plus fort potentiel éolien sont situées dans le sud-ouest et l'est du Botswana, avec des vitesses moyennes de vent supérieures à 7 m/s et une densité de puissance éolienne supérieure à 200 W/m2.
Malgré une exposition solaire élevée, ce n'est que depuis septembre 2012 qu'une première centrale de production d'énergie solaire a été ouverte.
La Conférence du Botswana sur les énergies renouvelables s'est tenue les 11 et 12 août 2014. En 2015, lors de la 5e réunion plénière de la 70e session de l'Assemblée générale des Nations unies, au Sommet du développement durable est évoqué le projet pour un développement d'énergies renouvelables grâce à des « technologies vertes et respectueuses de l'environnement » .